# Tour Down Under 2008
De Tour Down Under 2008 (Engels: 2008 Tour Down Under) was de tiende editie van de meerdaagse wielerwedstrijd die rondom Adelaide in Australië wordt gehouden. Deze editie vond plaats van 22 tot en met 27 januari 2008. De editie van 2008 maakte deel uit van de UCI ProTour en is de eerste niet Europese koers die hier onderdeel van uitmaakt.
De eindzege ging voor het eerst naar Duitsland. André Greipel, lid van het Amerikaanse Team High Road, won de zesdaagse etappekoers voor de Australiër Allan Davis (tweede op 0.15) en de Spanjaard José Joaquín Rojas (derde op 0.33).
Net als in 2006 en 2007 werd voorafgaand aan de Tour Down Under de "Down Under Classic" als proloog verreden. De uitslag telde niet mee voor het eindklassement van de Tour Down Under.

## Startlijst
De achttien team van de ProTour plus het Team UniSA-Australia verschenen aan de start, elk team nam met zeven renners deel.
| 18 UCI ProTour-ploegen | 18 UCI ProTour-ploegen | 18 UCI ProTour-ploegen | 1 wildcard           |
| ---------------------- | ---------------------- | ---------------------- | -------------------- |
| AG2R-La Mondiale       | Euskaltel-Euskadi      | Silence-Lotto          | Team UniSA-Australia |
| Astana                 | Française des Jeux     | Rabobank               |                      |
| Bouygues Télécom       | Team Gerolsteiner      | Saunier Duval-Scott    |                      |
| Caisse d'Epargne       | Team High Road         | Team CSC               |                      |
| Cofidis                | Lampre                 | Team Milram            |                      |
| Crédit Agricole        | Liquigas               | Quick Step             |                      |

## Etappe-overzicht
| etappe  | datum      | start                                               | finish                                              | afstand | winnaar       | klassementsleider |
| ------- | ---------- | --------------------------------------------------- | --------------------------------------------------- | ------- | ------------- | ----------------- |
| proloog | 20 januari | "Down Under Classic" Adelaide, City Council Circuit | "Down Under Classic" Adelaide, City Council Circuit | 55 km   | André Greipel | André Greipel     |
| 1e      | 22 januari | Mawson Lakes                                        | Angaston                                            | 129 km  | Mark Renshaw  | Mark Renshaw      |
| 2e      | 23 januari | Stirling                                            | Hahndorf                                            | 148 km  | André Greipel | Graeme Brown      |
| 3e      | 24 januari | Unley                                               | Victor Harbor                                       | 139 km  | Allan Davis   | Mark Renshaw      |
| 4e      | 25 januari | Mannum                                              | Strathalbyn                                         | 134 km  | André Greipel | Mark Renshaw      |
| 5e      | 26 januari | Willunga                                            | Willunga                                            | 147 km  | André Greipel | André Greipel     |
| 6e      | 27 januari | Adelaide, East End Circuit                          | Adelaide, East End Circuit                          | 88 km   | André Greipel | André Greipel     |

## Down Under Classic
| rang | renner             | land | tijd    |
| ---- | ------------------ | ---- | ------- |
| 1    | André Greipel      | GER  | 1:09.20 |
| 2    | Mark Renshaw       | AUS  | z.t.    |
| 3    | Robbie McEwen      | AUS  | z.t.    |
| 4    | Allan Davis        | AUS  | z.t.    |
| 5    | José Joaquín Rojas | ESP  | z.t.    |
| 6    | Davide Viganò      | ITA  | z.t.    |
| 7    | Denis Flahaut      | FRA  | z.t.    |
| 8    | Mathew Hayman      | AUS  | z.t.    |
| 9    | Mirco Lorenzetto   | ITA  | z.t.    |
| 10   | Peter Wrolich      | AUT  | z.t.    |

## Etappe-uitslagen
| rang | renner             | land | tijd    |
| ---- | ------------------ | ---- | ------- |
| 1    | Mark Renshaw       | AUS  | 3:13.33 |
| 2    | José Joaquín Rojas | ESP  | z.t.    |
| 3    | Graeme Brown       | AUS  | z.t.    |
| 4    | Allan Davis        | AUS  | z.t.    |
| 5    | Robert Förster     | GER  | z.t.    |
| 6    | Stuart O'Grady     | AUS  | z.t.    |
| 7    | Mathew Hayman      | AUS  | z.t.    |
| 8    | André Greipel      | GER  | z.t.    |
| 9    | Lloyd Mondory      | FRA  | z.t.    |
| 10   | Murilo Fischer     | BRA  | z.t.    |

| rang | renner               | land | tijd    |
| ---- | -------------------- | ---- | ------- |
| 1    | André Greipel        | GER  | 3:46.55 |
| 2    | Graeme Brown         | AUS  | z.t.    |
| 3    | Allan Davis          | AUS  | z.t.    |
| 4    | José Joaquín Rojas   | ESP  | z.t.    |
| 5    | Aaron Kemps          | AUS  | z.t.    |
| 6    | Jose Alberto Benitez | ESP  | z.t.    |
| 7    | Mark Renshaw         | AUS  | z.t.    |
| 8    | Aurélien Clerc       | SUI  | z.t.    |
| 9    | Denis Flahaut        | FRA  | z.t.    |
| 10   | Mirco Lorenzetto     | ITA  | z.t.    |

| rang | renner           | land | tijd    |
| ---- | ---------------- | ---- | ------- |
| 1    | Allan Davis      | AUS  | 3:13.48 |
| 2    | Mark Renshaw     | AUS  | z.t.    |
| 3    | Mathew Hayman    | AUS  | z.t.    |
| 4    | Davide Viganò    | ITA  | z.t.    |
| 5    | André Greipel    | GER  | z.t.    |
| 6    | Stuart O'Grady   | AUS  | z.t.    |
| 7    | Pieter Jacobs    | BEL  | z.t.    |
| 8    | Aurélien Clerc   | SUI  | z.t.    |
| 9    | Martin Elmiger   | SUI  | z.t.    |
| 10   | Philippe Gilbert | BEL  | z.t.    |

| rang | renner             | land | tijd    |
| ---- | ------------------ | ---- | ------- |
| 1    | André Greipel      | GER  | 3:14.46 |
| 2    | Mark Renshaw       | AUS  | z.t.    |
| 3    | José Joaquín Rojas | ESP  | z.t.    |
| 4    | Matthew Goss       | AUS  | z.t.    |
| 5    | Denis Flahaut      | FRA  | z.t.    |
| 6    | Allan Davis        | AUS  | z.t.    |
| 7    | Graeme Brown       | AUS  | z.t.    |
| 8    | Stuart O'Grady     | AUS  | z.t.    |
| 9    | Davide Viganò      | ITA  | z.t.    |
| 10   | Robert Förster     | GER  | z.t.    |

| rang | renner               | land | tijd    |
| ---- | -------------------- | ---- | ------- |
| 1    | André Greipel        | GER  | 3:26.46 |
| 2    | Allan Davis          | AUS  | z.t.    |
| 3    | Jose Alberto Benitez | ESP  | z.t.    |
| 4    | Philippe Gilbert     | BEL  | z.t.    |
| 5    | Michael Albasini     | SUI  | z.t.    |
| 6    | Stuart O'Grady       | AUS  | z.t.    |
| 7    | Mickaël Delage       | FRA  | z.t.    |
| 8    | William Walker       | AUS  | z.t.    |
| 9    | Jérôme Pineau        | FRA  | z.t.    |
| 10   | José Joaquín Rojas   | ESP  | z.t.    |

| rang | renner             | land | tijd    |
| ---- | ------------------ | ---- | ------- |
| 1    | André Greipel      | GER  | 1:51.13 |
| 2    | Robert Förster     | GER  | z.t.    |
| 3    | Graeme Brown       | AUS  | z.t.    |
| 4    | José Joaquín Rojas | ESP  | z.t.    |
| 5    | Robbie McEwen      | AUS  | z.t.    |
| 6    | Aurélien Clerc     | SUI  | z.t.    |
| 7    | Mirco Lorenzetto   | ITA  | z.t.    |
| 8    | Allan Davis        | AUS  | z.t.    |
| 9    | Murilo Fischer     | BRA  | z.t.    |
| 10   | Davide Viganò      | ITA  | z.t.    |

## Eindklassementen

### Algemeen klassement
| Plaats      | Naam                 | Ploeg                 | Tijd      |
| ----------- | -------------------- | --------------------- | --------- |
| Oranje trui | André Greipel        | Team High Road        | 18u46'18" |
| 2           | Allan Davis          | Unisa-Australia       | + 15"     |
| 3           | José Joaquín Rojas   | Caisse d'Epargne      | + 33"     |
| 4           | Mickaël Delage       | La Française des Jeux | + 37"     |
| 5           | Mickael Buffaz       | Cofidis               | z.t.      |
| 6           | José Alberto Benitez | Saunier Duval         | + 39"     |
| 7           | Kjell Carlström      | Liquigas              | z.t.      |
| 8           | Luis León Sánchez    | Caisse d'Epargne      | + 41"     |
| 9           | Richie Porte         | Unisa-Australia       | z.t.      |
| 10          | Stuart O'Grady       | Team CSC              | + 42"     |
|             |                      |                       |           |
| 11          | Philippe Gilbert     | La Française des Jeux | z.t.      |
| 48          | Koen de Kort         | Astana                | + 1' 39"  |

### Puntenklassement
| Plaats      | Naam          | Ploeg           | Punten |
| ----------- | ------------- | --------------- | ------ |
| Blauwe trui | André Greipel | Team High Road  | 38     |
| 2           | Allan Davis   | Unisa-Australia | 34     |
| 3           | Mark Renshaw  | Crédit Agricole | 24     |

### Bergklassement
| Plaats      | Naam             | Ploeg                 | Punten |
| ----------- | ---------------- | --------------------- | ------ |
| Groene trui | Philippe Gilbert | La Française des Jeux | 38     |
| 2           | David Moncoutié  | Cofidis               | 22     |
| 3           | Mathieu Perget   | Caisse d'Epargne      | 18     |

### Jongerenklassement
| Plaats      | Naam               | Ploeg            | Tijd      |
| ----------- | ------------------ | ---------------- | --------- |
| Zwarte trui | José Joaquín Rojas | Caisse d'Epargne | 18u46'51" |
| 2           | Mickael Buffaz     | Cofidis          | + 4"      |
| 3           | Richie Porte       | Unisa-Australia  | + 8"      |

### Ploegenklassement
| Plaats | Ploeg                 | Tijd      |
| ------ | --------------------- | --------- |
|        | La Française des Jeux | 56u21'03" |
| 2      | Saunier Duval         | z.t.      |
| 3      | Caisse d'Epargne      | z.t.      |

1999 · 
2000 · 
2001 · 
2002 · 
2003 · 
2004 · 
2005 · 
2006 · 
2007 · 
2008 · 
2009 · 
2010 · 
2011 · 
2012 · 
2013 · 
2014 · 
2015 · 
2016 · 
2017 · 
2018 · 
2019 · 
2020  · 
2021-2022 · 
2023 · 2024 · 2025
 Tour Down Under · 
 Ronde van Vlaanderen · 
 Ronde van het Baskenland · 
 Gent-Wevelgem · 
 Amstel Gold Race · 
 Ronde van Romandië · 
 Ronde van Catalonië · 
 Dauphiné Libéré · 
 Ronde van Zwitserland · 
 Ploegentijdrit Eindhoven · 
 Clásica San Sebastián · 
  Eneco Tour · 
 GP Ouest France-Plouay · 
 Ronde van Duitsland · 
 Vattenfall Cyclassics · 
 Ronde van Polen